# Concursado
Es la declaración judicial de concurso (en España). Con anterioridad a la Ley de 2003 se distinguía en la declaración dos instituciones:
- Declaración judicial de concurso: ámbito civil.
- Declaración judicial de quiebra: ámbito mercantil.

Tras la Ley Ordinaria 22/2003 de 9 de julio, Concursal, existe una sola institución de concurso (juicio universal sobre la totalidad del patrimonio del deudor), sea persona física o jurídica.
- Concurso voluntario: el deudor conserva las facultades de administración y disposición sobre su patrimonio, sometido a la autorización o conformidad de los administradores concursales. El juez podrá suspender las facultades.

- Concurso necesario: suspensión de las facultades de administración y disposición de su patrimonio, sustituido por administradores concursales. No se interrumpe la actividad profesional del deudor. Se puede solicitar por cualquier interesado y el juez tomará medidas.

Si es persona natural (física) se inscribirá en el Registro Mercantil la declaración de concurso y la intervención o suspensión de sus facultades de administración y disposición, y el nombramiento de administradores concursales.